# Adolf Friedrich Furchau (Dichter)
Adolf Friedrich Furchau, auch: Friedrich Furchau (* 22. Februar 1787 in Stralsund; † 20. Juni 1868 ebenda) war ein deutscher evangelischer Pfarrer und Dichter.

## Leben
Der Sohn des am Gymnasium Stralsund im Katharinenkloster als Konrektor tätigen Adolf Friedrich Furchau besuchte das Gymnasium Stralsunds und studierte ab 1806 an der Universität Göttingen (wie sein Vater) und an der Universität Greifswald Theologie.
Er war ab 1814 als Diakon an der Stralsunder Jakobikirche und ab 1823 als Pastor an der Johanniskirche seiner Heimatstadt tätig. Zudem war er Schulrat.
Furchau, den eine Freundschaft mit Ernst Moritz Arndt verband, war außerhalb seiner kirchlichen Laufbahn auch als Dichter tätig. Sein Haus entwickelte sich zu einem Mittelpunkt des geistigen Lebens in Stralsund, da sich Furchau neben Dichtung und Literatur auch der Geschichte der Region Pommern sowie den bildenden Künsten und technischen Entwicklungen widmete.

## Werke
- Kaiser Otto III. (1809, Trauerspiel),
- Herzog Christian von Braunschweig (1816)
- Hans Sachs (1819 und 1820)
- Franz von Sickingen (1821, Trauerspiel)
- Arkona (1878, Heldengedicht)
- Die Insel Rügen (1830)
- Adalbert, der Preußen Apostel (1831)